# Zorînsk
Zorînsk (în ucraineană Зоринськ) este un oraș raional din orașul regional Kadiivka, regiunea Luhansk, Ucraina. În afara localității principale, nu cuprinde și alte sate.

## Demografie
Componența lingvistică a orașului Zorînsk
     Rusă (82,74%)
     Ucraineană (17,02%)
     Alte limbi (0,06%)
Conform recensământului din 2001, majoritatea populației orașului Zorînsk era vorbitoare de rusă (82,74%), existând în minoritate și vorbitori de ucraineană (17,02%).